# 霍州市
霍州市是中华人民共和国山西省的一个县级市，由临汾市代管。总面积为765平方公里，市人民政府駐开元街333号。

## 历史
彘作为地名最早最早见于《史记》：“厉王出奔于彘”。集解中《纪要》有如下注释：“霍邑废县，今霍州治。禹贡岳阳地，周彘邑也。周厉王无道，周人逐之，出居于彘。汉置彘县，属河东郡”西汉置彘县，属河东郡；东汉阳嘉三年（134年）改永安县。隋开皇十八年（598年）改为霍邑县；金贞祐三年（1215年）升为霍州，隶河东南路；民国初年（1912年）改为霍县，属河东道，道废后直属省。1989年12月撤县设市。

## 人口
根据(山西省)临汾市第七次全国人口普查公报显示：霍州市常住人口为272987人。
2010年人口为28.29万人。

## 行政区划
全市辖5个街道、4个镇、3个乡。
鼓楼街道、北环路街道、南环路街道、开元街街道、退沙街道、白龙镇、辛置镇、大张镇、李曹镇、陶唐峪乡、三教乡和师庄乡。

## 交通

### 铁路
同蒲铁路（大同－风陵渡）霍州站 、大西客专霍州东站

### 公路
京昆高速、 108国道、 341国道、 224省道

### 公共汽车
霍州市目前由1路、2路、高铁1路、高铁2路一同组成市区的公共交通网络

## 风景名胜
- 全国重点文物保护单位：霍州州署大堂、霍州观音庙、娲皇庙、霍州祝圣寺、霍州鼓楼、霍州窑址